# Sludgeworth
Sludgeworth war eine 1989 gegründete und 1992 aufgelöste Chicagoer Punkband. 2007 und 2008 trat sie jeweils noch einmal kurz zusammen auf.

## Geschichte
Die Band wurde 1989 von den Screeching-Weasel-Mitgliedern Dan Schafer (auch bekannt als Dan Vapid) und Brian Vermin als Nebenprojekt gegründet. Noch im selben Jahr beschlossen die beiden, Screeching Weasel zu verlassen, um sich ganz auf Sludgeworth zu konzentrieren. Als Proberaum diente ihnen der Keller von Vermins Elternhaus. 1990 veröffentlichte die Band ihre erste EP, die selbstbetitelt wurde, 1991 folgte das Album What’s This. Schafer kehrte danach wegen musikalischer Differenzen wieder zu Screeching Weasel zurück und Sludgeworth galt ab Ende 1992 als aufgelöst. Gleichwohl fand Anfang 1993 noch ein letztes Konzert statt. Der Rest der aufgelösten Gruppe tat sich mit einem anderen Sänger zusammen und machte unter einem neuen Namen weiter. 1995 erschien eine Kompilation mit Stücken aus dem Album What’s This, den beiden 1992 auf Single veröffentlichten Titeln Anytime und You and I nebst unveröffentlichten Songs, von denen einige für ein nächstes reguläres Album vorgesehen waren.
Im November 2007 fand die Band anlässlich des Riot Fests in Chicago wieder zusammen, ebenso 2008 für einen Auftritt auf dem Insubordination Fest in Baltimore. Letzterer wurde aufgezeichnet und als CD sowie DVD veröffentlicht.

## Stil
Schafers Idole waren die Ramones und die Lokalmatadoren Naked Raygun, für die Sludgeworth auch einmal die Show eröffnen durfte. Für Bernd Granz vom Rock Hard ist Sludgeworth eine „angenehm verdauliche“ Punkband, die „Wert auf ausgefeilte Gesangslinien und gute Melodien“ legt. Kevin Prested beschrieb in seinem Buch Punk USA. The Rise and Fall of Lookout Records die Kompositionen als „melodische und ans Herz gehende Punk-Hymnen“. Die Internet-Musikplattform discogs.com charakterisiert den Stil als Pop-Punk.

## Diskografie
- 1990: Sludgeworth (EP, Roadkill Records)
- 1991: What’s This (LP/CD, Johann’s Face Records)
- 1992: Brightside (Anytime/You and I) (Single, Eigenveröffentlichung)
- 1995: Losers of the Year (CD-Kompilation, Lookout Records)
- 2009: Insubordination Fest ’08: Live from Baltimore (CD/DVD, Insubordination Records)